# Leieschara coarctata
Leieschara coarctata is een mosdiertjessoort uit de familie van de Myriaporidae. De wetenschappelijke naam van de soort werd voor het eerst geldig gepubliceerd in 1863 door M. Sars.